# Ваплево (Щиценський повіт)
Ваплево (пол. Waplewo, нім. Waplitz) — село в Польщі, у гміні Єдвабно Щиценського повіту Вармінсько-Мазурського воєводства.
Населення — 172 особи (2011).

## Демографія
Демографічна структура станом на 31 березня 2011 року:
|          | Загалом | Допрацездатний вік | Працездатний вік | Постпрацездатний вік |
| -------- | ------- | ------------------ | ---------------- | -------------------- |
| Чоловіки | 89      | 24                 | 57               | 8                    |
| Жінки    | 83      | 22                 | 48               | 13                   |
| Разом    | 172     | 46                 | 105              | 21                   |